# クアンホア県 (カオバン省)
クアンホア県（クアンホアけん、ベトナム語：Huyện Quảng Hoà / 縣廣和?）は、ベトナム社会主義共和国カオバン省の県。

## 概要
2020年2月11日にクアンユエン県とフックホア県が合併する形で新設された。

## 行政区画
3市鎮16社から構成される。